# 아우구스테 폰 헤센카셀
헤센카셀 공녀 아우구스테(독일어: Auguste Wilhelmina Louisa von Hessen-Kassel 1797년 7월 25일 ~ 1889년 4월 6일)는 케임브리지 공작 아돌푸스의 아내로 조지 3세의 며느리이다. 헤센카셀룸펜하임(Hessen-Kassel-Rumpenheim)의 방백 프리드리히의 딸로 할머니는 영국의 공주 메리이다.
아우구스테는 1818년 5월 7일 22세 연상의 케임브리지 공작 아돌푸스와 결혼했다. 아우구스테의 할머니인 메리와 아돌푸스의 할아버지인 웨일스 공 프레더릭은 같은 조지 2세의 자식들로 남매간이었다. 두 사람은 슬하에 1남 2녀를 두었다.

## 자녀
- 조지(1819~1904) 케임브리지 공작
- 오거스타(1822~1916) 메클렌부르크슈트렐리츠 대공비
- 메리 아델라이드(1833~1897) 테크 공작 부인